# Theatre du pain
Das theatre du pain ist ein deutschsprachiges absurdes Musiktheater im Grenzgebiet von Neo-Dadaismus und Surrealismus.
Gegründet wurde es 1984 in Paderborn, heute agiert es von Bremen aus.

## Theater

### Ensemblemitglieder

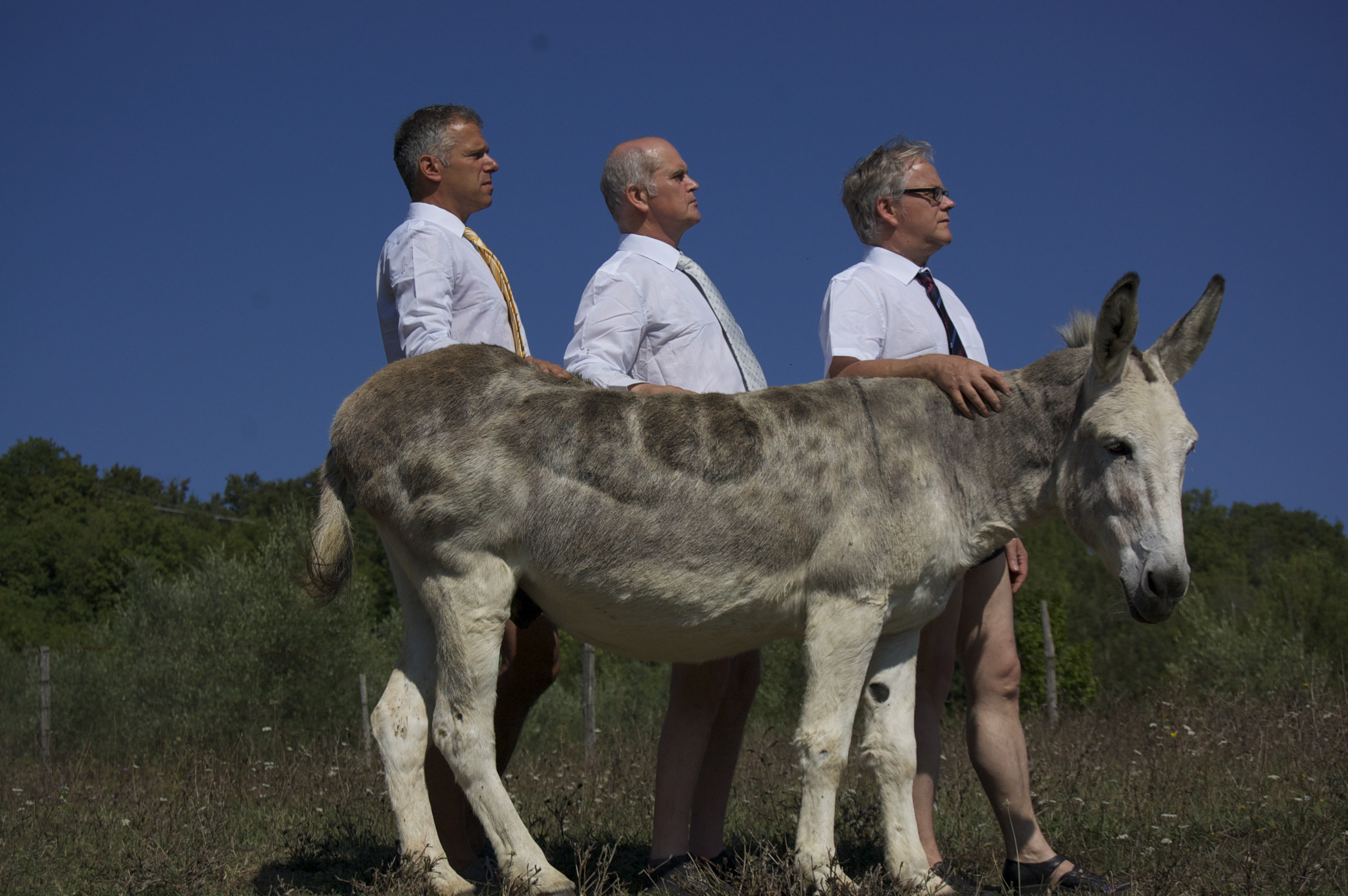
Tamtam der Leidenschaften: Hans König (links), Mateng Pollkläsener (Mitte) und Wolfgang Suchner (rechts) mit Esel Elettrico in Chiusdino (2014)

Nach wechselnden Konstellationen besteht das Ensemble seit 1999 aus
- Hans König
- Mateng Pollkläsener
- Wolfgang Suchner

Frühere Mitglieder:
- Stefan Walkau (1984 bis 1999)
- Uli Pollkläsener (1984 bis 1992)
- Markus Maria Jansen (1984 bis 1988)
- Mike Pelzer (1984 bis 1988)

### Konsensbruch als Welterklärung
Moral, Konvention, Lebensziele sind Ordnungskräfte, die theatre du pain durch Irritation eingeübter Sehgewohnheiten aufbricht. Subversive und unpassende Handlungen auf der Bühne untergraben den Konsens zwischen Künstlern und Publikum, um ihn in eine neue Konstruktion von Wirklichkeit zu transformieren. Der Auftritt der Akteure in dunklen Anzügen und weißen Hemden verheißt Anpassung an höhere Kleider- und Verhaltensordnungen und löst sich auf in drastischen Anwendungen von elektrischen Fleischmessern und Motorsägen, Schlagermusik und Relativitätstheorie. Die Kategorien von Sinn und Unsinn verwischen in unberechenbaren Taten und abruptem Innehalten, um wie selbstverständlich der Frage nachzugehen, ob in Fahrtrichtung ausgestrahltes Licht früher ankommt. Eine Form der Welterklärung, die sich im Bewussten und Unbewussten bedient und die Dinge zeigt, „die man besser auch sein lassen kann.“ (Mateng Pollkläsener)

## Programme
- 1984 Du bist mein Brot
- 1985 la poetikka norma
- 1986 Olympiade pathalogikka

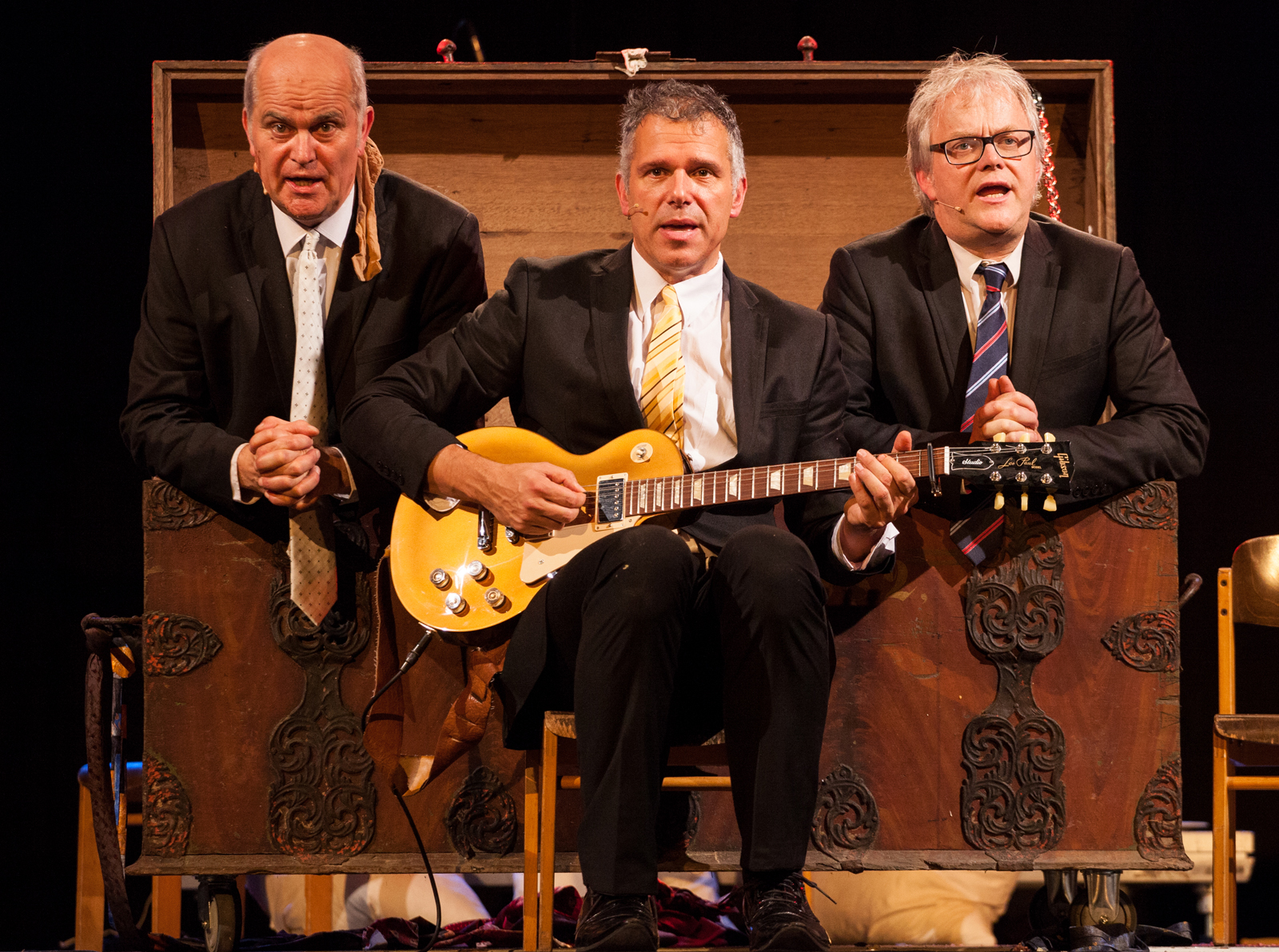
Tamtam der Leidenschaften im Haus der Jugend, Wuppertal (2015)

- 1988 Los Gringos Caramell - Teil I
- 1989 Los Gringos Caramell - Teil II (Anguilla)
- 1990 Orchestre du pain
- 1991 Das gefrorene Inferno
- 1992 beat aleman
- 1993 Los Gringos in Weimar
- 1994 mania normalikka
- 1996 Brot & Spiele
- 1998 Vivat Amnesia
- 1999 Brot & Spiele II
- 2000 Fiesta Schizzophrenikka
- 2003 Brunft & Freude
- 2006 Wortbrot & Fischgesang
- 2007 orchestre du pain
- 2009 Urlaub vom Trauma
- 2009 Jubiläumsprogramm25
- 2010 Revoluzzion zum selber machen
- 2014 Jubiläumsprogramm 30 Jahre theatre du pain
- 2015 Tamtam der Leidenschaften[1]

## Aktionen & Performances
Neben den Programmen für die Bühne hat theatre du pain mehrfach mit Performances das Absurde in den öffentlichen Raum getragen. 1988 wurde einem Heringshai die Stadt Freiburg gezeigt.  Der Fisch ist im Verständnis des theatre du pain Symbol des Unbewussten und Unbeherrschbaren. Bremen bekam 2005 Besuch eines tiefgefrorenen Schwertfischs. Während des Kulturfestivals Breminale ließen die Künstler einen Thunfisch fünf Tage lang in einem Wohnwagen fernsehen. 
- 1985 Teilnahme an der 1. Blauen Karawane (Reise durch die psychiatrischen Anstalten von Trieste nach Hamburg)
- 1985 Teilnahme an der 2. Blauen Karawane (Reise über Wasser (Elbe/Weser) mit theatralen Aktionen in der Provinz (von Leipzig via Torgau, Wittenberg, Magdeburg, Hannover, Minden, nach Bremen))
- 1985 Der Hubschrauber und 7 goldene Rasenmäher, Paderborn
- 1986 Auftritt als einzige Theatergruppe im Programm des Anti-WAAhnsinns-Festivals in Burglengenfeld
- 1986 Tschnobly, Bremen
- 1987 Der Thunfisch im Caravan, Breminale
- 1988 Der Haifisch im Breisgau, Freiburg
- 1991 Das gefrorene Inferno, Produktion für das Freiburger Stadttheater
- 1992 Eröffnungsspektakel, Breminale
- 1996 Willkommen im E-Werk, Freiburg
- 1996–1998 Feierwerk-Sommerfestival, München
- 2000 Engagement als Headliner (gemeinsam mit den Supremes) auf dem Luxus-Kreuzfahrtschiff Europa im Rahmen der Großen Polarreise über Island nach Spitzbergen und zurück.
- 2005 Projekt Fremd – ein Schwertfisch besucht Bremen

## Auszeichnungen
- 1995 Publikumspreis des Prix Pantheon für das Programm mania normalikka
- 2014 Ravensburger Kupferle für das Programm Revoluzzion zum selber machen[2]

## Veröffentlichungen
- 1998 CD Vivat Amnesia, Conträr (Indigo), FUEGO Nr. 1310.
- 2010 CD Revoluzzion zum selber machen, FUEGO Nr. 2153.
- 2011 CD Urlaub vom Trauma, FUEGO Nr. 2207.
- 2016 CD Tamtam der Leidenschaften, FUEGO Nr. 2642.